# Das Ahornblatt
Das Ahornblatt (orig. La feuille d'érable ou Les pioneers du Saint-Laurent) ist eine kanadische Historienserie. Sie entstand um 1970 nach einem Drehbuch von Marie Desmarais für die Canadian Broadcasting Corporation und wurde in 13 Teilen zwischen 28. Dezember 1971 und 27. Dezember 1973 ausgestrahlt. Als Regisseure waren Gilles Carle, Jean-Louis Colmant, Aimée Danis u. a. verantwortlich; für die Musik Gilles Vigneault. Von 13 Folgen wurden neun synchronisiert und zwischen 29. Oktober und 17. Dezember 1980 im DFF2 erstausgestrahlt; 1985 wurde sie von RTL wiederholt.
Am Beispiel der fiktiven Familie Bellrose wird die Geschichte Kanadas erzählt: von der Entdeckung durch die Franzosen 1534 bis dann 1763 Großbritannien die französische Kolonie übernahm.
Folgen
1. Le canayen (Der Kanadier französischer Herkunft)
2. La canayenne (Die Kanadierin französischer Herkunft)
3. La pucelle de Tadoussac (Die Jungfrau von Tadoussac)
4. La croix du Mont-Royal
5. Un hiver brûylant (Ein heißer Winter)
6. La fille du Roy (Die Töchter des Königs)
7. 3000 soldats, une fille
8. Les caribous (Bei den Eskimos)
9. Le seigneur de la forêt
10. Le trésor du chameau (Der Schatz aus Frankreich)
11. Les acadiens (Die Akadier)
12. L'évade
13. L'adieu au lys (Besitzwechsel)